# Monnina schlechtendaliana
Monnina schlechtendaliana är en jungfrulinsväxtart som beskrevs av David Nathaniel Friedrich Dietrich. Monnina schlechtendaliana ingår i släktet Monnina och familjen jungfrulinsväxter. Inga underarter finns listade i Catalogue of Life.